# Фоминский, Василий Евдокимович
Василий Евдокимович Фоминский (1819, Кунгур — 25 января [6 февраля] 1894, Кунгур) — русский промышленник, кунгурский купец первой гильдии, благотворитель и общественный деятель.

## Биография
Родился в 1819 году в Кунгуре Пермской губернии в семье мещанина и купца Евдокима Васильевича Фоминского.  
В 1846 году, после смерти отца, Василий унаследовал небольшое кожевенное предприятие. Первоначально сбыт его продукции осуществлялся только в Пермской губернии. Позднее Василий Евдокимович начал торговать на Нижегородской, Ирбитской, Крестовской, Верхнеудинской и Преображенской ярмарках. Организовал собственные магазины в Омске, Тобольске, Томске, Иркутске. Вывозил товары за границу — в Англию и Францию. Неоднократно выезжал за границу и сам — для знакомства с кожевенно-обувным производством. Привез в Кунгур мастеров обувного дела из Финляндии и Польши, открыл при своем заводе первую в городе мастерскую по пошиву изящной модной обуви.
В 1850-х годах В. Е. Фоминский начал строительство новых корпусов и переоснащение завода. Некоторые здания были сооружены в 1870-е годы по проекту пермского архитектора Р. И. Карвовского.
На предприятии выпускались кожи разных сортов, шились саквояжи, чемоданы, сумки, обувь для приисков, женская и детская обувь. Его продукция неоднократно была отмечена медалями на российских и международных выставках. 
В 1919 году завод стал государственным. В  производственных корпусах разместился кожевенный завод № 1, который впоследствии вошел в состав Кунгурского кожевенно-обувного комбината. В период Великой Отечественной войны завод пошил 5 млн. пар кирзовых сапог для бойцов Красной армии. 
В настоящее время здания кожевенного завода В. Е. Фоминского являются памятником градостроительства и архитектуры.
После смерти Фоминского, наследники  продали предприятие купцам Пономареву Н. А. (распорядитель Торгового дома «А. М. Пономарёва С-вья») и Сартакову С. Л. (наследник Л. И. Сартакова).
Фоминский занимался общественной деятельностью. В течение многих лет  избирался гласным Кунгурской городской думы. Был попечителем церковноприходской школы. Жертвовал значительные средства на благоустройство Благовещенского собора.
Умер 25 января 1894 года в Кунгуре Пермской губернии. Похоронен на Вознесенском кладбище. 

## Семья
Отец — Евдоким Васильевич Фоминский (1782–1846).  
Дочь — Таисия, убита в 1918 году вместе с мужем Агеевым Арсением Григорьевичем большевиками.  
Внучка — Агеева Валерия Арсеньевна (1904–1983), автор дневников о семье Агеевых.    